# Liste der zyprischen Beobachter und Abgeordneten zum EU-Parlament (2003–2004)
Die Liste der zyprischen Beobachter und Abgeordneten zum EU-Parlament (2004–2009) listet alle zyprischen Mitglieder des 5. Europäischen Parlamentes auf. Die sechs Parlamentarier, unter ihnen eine Frau, traten zwischen 17. April 2003 und dem 13. April 2004
als Beobachter in das Parlament ein. Nach dem EU-Beitritt Zyperns wurden sie am 1. Mai 2004 Abgeordnete und Fraktionsmitglieder. Die erste Europawahl in Zypern fand im folgenden Juni statt. Die Amtszeit der Abgeordneten endete am 19. Juli 2004.

## Abgeordnete
| Bild | Name                  | geb. | Partei | Fraktion | Kommentar                                               |
| ---- | --------------------- | ---- | ------ | -------- | ------------------------------------------------------- |
|      | Doros Christodoulidis | 1946 | AKEL   | GUE-NGL  | Beobachter der GUE/NGL-Fraktion ab dem 17. April 2003   |
|      | Lefteris Christoforou | 1963 | DISY   | EVP-ED   | Beobachter der EVP-ED-Fraktion ab dem 13. April 2004    |
|      | Panayiotis Demetriou  | 1939 | DISY   | EVP-ED   | Beobachter der EVP-Fraktion ab dem 17. April 2003       |
|      | Marios Matsakis       | 1954 | DIKO   | ELDR     | Beobachter der ELDR-Fraktion ab dem 24. April 2003      |
|      | Eleni Mavrou          | 1961 | AKEL   | GUE-NGL  | Beobachterin der GUE/NGL-Fraktion ab dem 17. April 2003 |
|      | George Varnava        | 1968 | EDEK   | SPE      | Beobachter der SPE-Fraktion ab dem 17. November 2003    |